# Дофен
Дофен од Француске (фр. Dauphin de France), тачније, Дофен од Вијенуа (фр. Dauphin de Viennois) (на српском, делфин), била је титула која се давала престолонаследницима француског престола од 1350. до 1791. и од 1824. до 1830.
Ги VIII, гроф од Вијенуа, имао је делфина на свом грбу по коме је добио надимак Дофен то јест, Делфин. Титула дофена од Вијенуа је била наследна у његовој породици до 1349. године, када је Умбер II продао свој посед Дофине (фр. Dauphiné) краљу Филипу VI, под условом да наследник Француске преузме титулу дофина. Престолонаследникова супруга се називала дофина (фр. Dauphine).
Први француски принц који је понео титулу дофена је био Шарл V. Титула је отприлике исто што и титула принца од Велса у Уједињеном Краљевству или принца од Астурије у Шпанији. Дофен од Француске на свом грбу уједињује грб Дофена - делфине - и француске љиљане. Уколико је дофен такође престолонаследник неког другог престола, грбу се додају одговарајуће обележја, као што је на пример, грб Франсоа, сина Франсоа I који је био такође и војвода од Бретање; или Франсоа II, који док је био дофен, такође био и краљ Шкотске путем брака.
Дофине је у почетку био лично владао Дофеном, који је правно припадао Светом римском царству. Дозволивши управу провинције француским престолонаследницима, цареви Светог римског царства су поставили услов да провинција не може никада постати део Француске. Због тога Дофине је пролазио кроз бурне периоде анархије у 14. и 15. веку, с обзиром да су дофени обично били малолетни, или заузети другим стварима.
Провинција Дофине је коначно постала део Француске под Лујем XI. Док је био делфин, одбио је послушност свом оцу, Шарлу VII, и остао дуже у Дофине него што му је то отац одредио, и водио је политику која је била повољнија за сам Дофине него за Француску. На пример, оженио се Шарлотом од Савоје против воље свог оца. Савоја је била традиционални савезник Дофине, и Луј је желео да потврди тај савез и тиме избаци пљачкаше из провнције. Луја су 1456. године избацили Шарлови војници из Дофине, а у провинцији је опет завладало безвлашће. Након ступања на престо 1461, Луј је припојио Дофине Француској.
За разлику од енглеске титуле принца од Велса која се додељује и дан данас вољом монарха и није аутоматско право по рођењу, титула дофена је више налик на шпанску титулу принца од Астурије јер се додељује аутоматски по рођењу у дирекнтој наследној линији сукцесије краљева Француске који аутоматски постаје краљ по смрти претходног монарха.
Титула је укинута Уставом из 1791. године, када је Француска постала уставна монархија. Престолонаследник (тада дофен Луј-Шарл) је постао Краљевски принц. Титула је рестаурирана под Бурбонском рестаурацијом Луја XVIII, иако није било новог дофена све до његове смрти. Када је на престо ступио његов брат, Шарл X, а његов син, Луј-Антоан, војвода од Ангулеме, аутоматски је постао дофен Француске. Међутим, с падом Бурбонске династије, титула је опет престала да се користи, а престолонаследници су се опет звали краљевским принчевима. Након смрти Анрија V од Француске, Карлос, војвода од Мадрида, наследник легитимистичког претендента на француски престо, и претендента на шпански престо, Хуана од Бурбона и Браганзе, војводе од Монтисона, користио је ову титулу као сви други шпански претенденти од тада.